# 塔吉鍋
塔吉鍋（Tajine或Tagine），又譯尖蓋鍋燴肉，是一种北非菜式。它以所使用的容器命名，这种容器可以保持菜肴的水分。用这种容器制作的菜包括鸡肉、羊肉、鱼等，用薑、孜然等调味。